# Pseudocoutierea wirtzi
Pseudocoutierea wirtzi is een garnalensoort uit de familie van de Palaemonidae. De wetenschappelijke naam van de soort is voor het eerst geldig gepubliceerd in 2000 door d'Udekem d'Acoz.